# (9014) Святорихтер
(9014) Святорихтер (лат. Svyatorichter) — типичный астероид главного пояса, открыт 22 октября 1985 года советским астрономом Людмилой Журавлёвой в Крымской астрофизической обсерватории и 26 июля 2000 года назван в честь советского и российского пианиста Святослава Рихтера.

## Обнаружение и именование
(9014) Святорихтер
Открыт 22 октября 1985 года в Крымской астрофизической обсерватории Л. В. Журавлёвой.
Святослав Теофилович Рихтер (1915—1997) — блестящий русский пианист, народный артист СССР.
Оригинальный текст (англ.)9014 Svyatorichter
Discovered 1985 Oct. 22 by L. V. Zhuravleva at the Crimean Astrophysical Observatory.
Svyatoslav Teofilovich Richter (1915—1997) was a brilliant Russian pianist and People's artist of the U.S.S.R.
Источники: 20000726/MPCPages.arc; M.P.C. 41029.

## Орбита

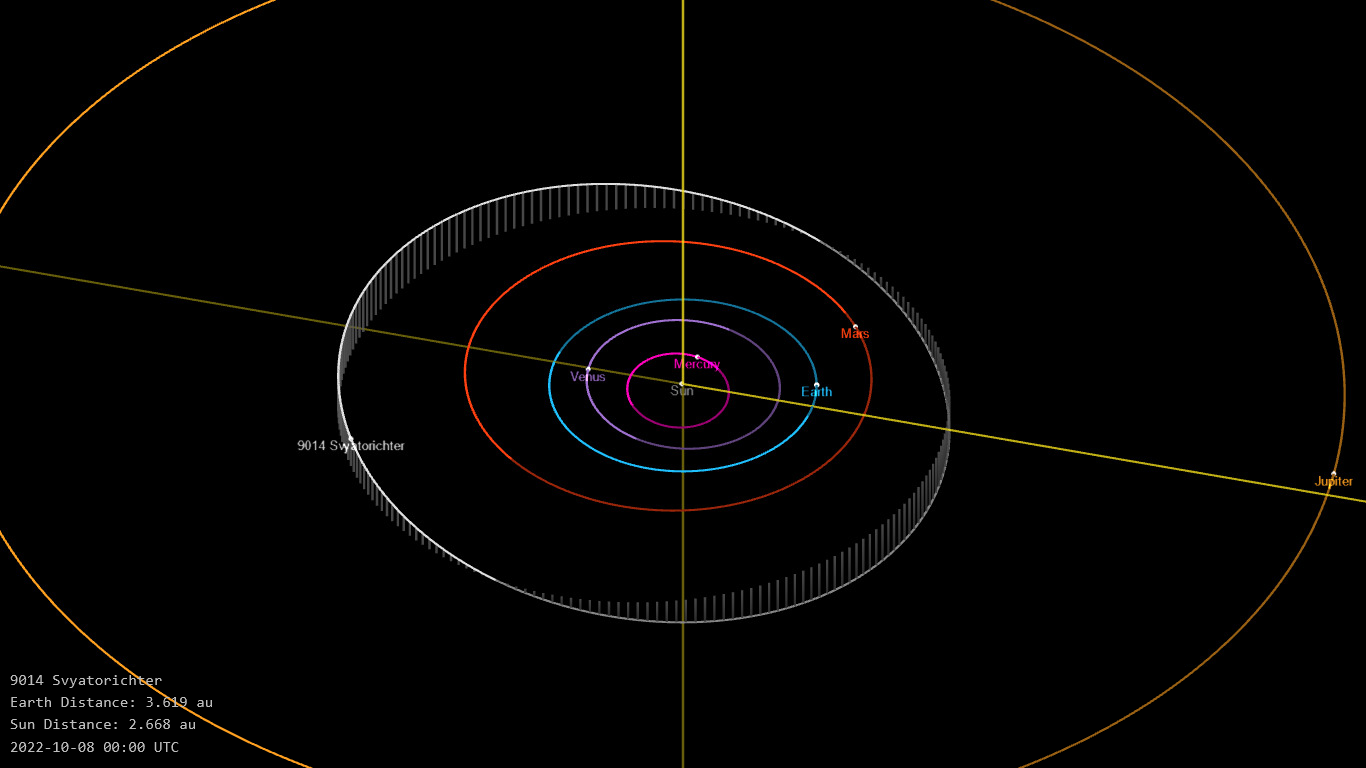
Орбита астероида Святорихтер и его положение в Солнечной системе

## Физические характеристики
Астероид относится к таксономическому классу S.
По результатам наблюдений в видимом и ближнем инфракрасном диапазоне космического телескопа NEOWISE диаметр астероида оценивался равным 3,793±0,986 км. Согласно тому же источнику альбедо оценивается как 0,446±0,216.